# Argyrodes bonadea
Argyrodes bonadea är en spindelart som först beskrevs av Karsch 1881.  Argyrodes bonadea ingår i släktet Argyrodes och familjen klotspindlar. Inga underarter finns listade i Catalogue of Life.

## Bildgalleri

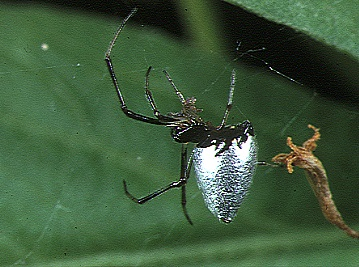
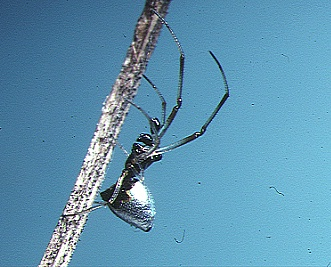